# Shorea andulensis
Shorea andulensis är en tvåhjärtbladig växtart som beskrevs av Peter Shaw Ashton. Shorea andulensis ingår i släktet Shorea och familjen Dipterocarpaceae. Inga underarter finns listade i Catalogue of Life.